# Francisco Palazón
Francisco Palazón (Madrid, España, 1935) es un compositor de música litúrgica católica. 

## Biografía
Franciso Palazón nació en 1935 en Madrid, donde realiza sus primeros estudios musicales en la Escuela Superior de Música Sagrada, donde estudia Polifonía clásica con el P. Samuel Rubio y se diploma en Canto gregoriano. Fue profesor y director de la Schola Cantorum en el Seminario Conciliar de Madrid.
En el Real Conservatorio Superior de Música de Madrid cursa sus estudios de armonía con D. Enrique Massó, contrapunto y fuga con D. Francisco Calés (obteniendo el Premio de fin de carrera), folklore con el prof. García Matos, órgano con D. José Mª Mancha y composición con D. Gerardo Gombáu y D. Francisco Calés, obteniendo el Título Profesional y el de Profesor de Composición.
De 1971 a 1977, reside en Alemania y en la Musikhochscheule de Munich amplía los estudios de composición con los profesores Korn, discípulo de Stravinsky, Günter Bialas y principalmente con el Prof. Harald Genzmer, discípulo de Hindemith, y también director de orquesta con el Profesor Winkler. También inició los estudios de Musicología en la Universidad de Munich. Durante su estancia en Alemania, fue organista de la parroquia de St. Alto, (Unterhaching), donde estrenó numerosas obras para coro y órgano, así como una Tetralogía para órgano moderno interpretada por Kart Maureen en la Herz-Jesu-Kirche de Munich.
A su regreso a España, fue nombrado Director del Departamento de Música Sagrada en la Archidiócesis de Madrid, y Académico numerario de la Academia de Arte e Historia de San Dámaso, donde ocupó el cargo de secretario durante varios años. Fundó una Escuela de Música Sagrada en el Instituto Superior de Ciencias Religiosas y Catequética, de la que fue director y creó la Coral diocesana.
Por encargo de la Archidiócesis de Madrid y con motivo del Tercer Sínodo Diocesano, en el año 2005, compuso una Misa para coro, órgano y quinteto de metales, así como el Himno a la Virgen de la Almudena, patrona de Madrid, que lleva por título "Salve, Señora". También es autor del himno oficial a la Virgen de la Paloma.
Desde el año 1986 ha sido profesor de música en el J. B. "Ramiro de Maetzu" de Madrid, y en 1995 adquirió la condición de catedrático del mismo centro.
De entre sus más de sus 600 composiciones, entre las cuales cabe destacar su Oratorio de Navidad, estrenado 30 años después de su composición en el Concierto de Clausura de la Exposición "Yo camino", organizada por la Fundación "Las Edades del Hombre", en Ponferrada, el 23 de noviembre de 2007, Francisco Palazón tiene grabados una treintena de discos de música religiosa publicados en Ediciones Paulinas, Pax y RCA Víctor). Sus obras más difundidas son las misas "Alrededor de tu mesa" y "Reunidos en su nombre", que ya forman parte del repertorio habitual de la mayoría de parroquias tanto de España como de países americanos. También es autor de discos como "El alzar de mis manos", "Salmos al Creador", "Caminando hacia Él" ... Su última grabación, realizada en 2007, es una Misa de Réquiem en castellano para Coros y orquesta de cuerda.

## Discografía
- Alrededor de tu mesa
- Caminando hacia Él
- Cantos litúrgicos de Semana Santa
- El alzar de mis manos
- Francisco Palazón 1
- Francisco Palazón 2
- Francisco Palazón 3
- Madre de los creyentes
- Misa de requiem
- Misas corales
- Parábolas I y II
- Reunidos en su nombre
- Villancios de ayer y de hoy
- Cantos del pueblo de Dios
- Salmos al creador[1]